# 小行星21395
小行星21395（21395 Albertofilho）是一颗绕太阳运转的小行星，为主小行星带小行星。该小行星于1998年3月20日发现。

## 轨道参数
小行星21395的轨道半长轴为2.2238650 UA，离心率为0.131。